# 대학 입시
대학 입시(大學入試)는 대학교, 전문대학교, 단과대학교, 단기대학교, 학사 학위를 취득할 수 있는 전문학교 등에서 실시하는 입학 시험이다. 세계 각국에서 대학 에 해당하는 교육 기관에 입학할 때 다양한 합의가 존재하고 있지만, 학력 시험을 통해 입학자를 선발하는 경우가 많다.

## 세계의 대학 입시
- 중국 - 보통 고등학교 초생 전국 통일고시
- 타이완 - 대학 학과 능력 측험/대학입학 지정 과목 고시
- 프랑스 - 바칼로레아
- 홍콩 - 홍콩 중학 문빙
- 일본 - 대학 입시 센터 시험
- 대한민국 - 대한민국의 대학 입시 제도, 대학 수학 능력 시험
- 미국 - SAT